# L'Enfant au violon
Pour plus de détails, voir Fiche technique et Distribution.
L'Enfant au violon ou Le Virtuose au Québec (和你在一起, He ni zai yi qi) est un film chinois réalisé par Chen Kaige, sorti en 2002.

## Synopsis
Liu Xiaochun est un violoniste virtuose de 13 ans. Son père Liu Cheng l'emmène à Pékin pour participer à des concours. Il suit les enseignements des professeurs Jiang et  Yu.

## Fiche technique
- Titre : L'Enfant au violon
- Titre original : 和你在一起 (Hé nǐ zài yìqǐ)
- Réalisation : Chen Kaige
- Scénario : Chen Kaige et Xue Xiaolu
- Pays d'origine : Chine, Corée du Sud
- Société de distribution : EuropaCorp Distribution (France)
- Format : Couleurs - 1,85:1 - Dolby Digital - 35 mm
- Genre : Drame
- Durée : 116 minutes
- Date de sortie : 2002

## Distribution
- Tang Yun (VF : Lucas Natal) : Liu Xiaochun
- Liu Peiqi (VF : Riton Carballido) : Liu Cheng
- Chen Hong (VF : Marie Donnio) : Lili
- Wang Zhiwen (VF : Thibault de Montalembert) : professeur Jiang
- Chen Kaige : professeur Yu Shifeng
- Chen Qiang : Hui
- Zhang Qing (VF : Gabriel Le Doze) : Lin Yu
- Kim Hye-ri : femme du professeur Yu
- Liu Bing : Debao
- Li Chuan-yuan : Tang Rong

Sources et légende : Version française (VF)  sur Voxofilm

## Référence
1. ↑  Fiche de doublage du film sur Voxofilm.